# ايشبن عليا (مقاطعة تشالوس)
ايشبن عليا (بالفارسية: ایشبن علیا) هي قرية تقع في قسم كلارستاق الشرقي الريفي (مقاطعة تشالوس) في إيران. يقدر عدد سكانها بـ 1,180 نسمة .